# Первый отдел (правозащитный проект)
«Первый отдел» — российский правозащитный проект, основанный бывшим руководителем правозащитного проекта «Команда 29» Иваном Павловым. Специализируется на судебных процессах, которые проходят в закрытом режиме, и защите обвиняемых по уголовным делам о государственной измене, шпионаже и экстремизме, а также обеспечении свободы доступа к информации из государственных архивов.

## История
«Первый отдел» создан 20 декабря 2021 года (в День работника органов безопасности России) адвокатом Иваном Павловым и его коллегами, после того как работа их предыдущего проекта «Команда 29» стала связана с рисками уголовного преследования. Российские власти признали нежелательной чешскую неправительственную организацию Společnost svobody informace и отождествляли с ней «Команду 29» (правозащитники отрицали эту связь).
Как утверждают в проекте, название «Первый отдел» выбрано по аналогии с режимно-секретными подразделениями советских и российских государственных органов: первый отдел Следственного управления ФСБ расследует уголовные дела о госизмене и шпионаже, а правозащитный проект с таким же названием — защищает фигурантов этих дел.
26 мая 2022 года Иван Павлов объявил в своем Telegram-канале, что передает руководство проектом одному из сотрудников «Первого отдела» Дмитрию Заир-Беку, а сам Павлов продолжит помогать проекту в качестве советника.

## Деятельность проекта
«Первый отдел» обеспечивает юридическую защиту в судах, консультирует обратившихся граждан и ведёт просветительские кампании, повышающие уровень правовой грамотности.
От имени проекта работают три адвоката — Иван Павлов, Евгений Смирнов и Валерия Ветошкина. Кроме того, с проектом в отдельных делах сотрудничают другие юристы.
24 февраля 2022 года «Первый отдел» выступил с осуждением вторжения России в Украину, а 27 февраля – запустил петицию к Министерству обороны РФ с требованием раскрыть данные о погибших и раненых российских военных.
Наиболее известные дела «Первого отдела»:
- Дело журналиста Ивана Сафронова (осуждён на 22 года по статье о госизмене)
- Дело члена правления Интер РАО Карины Цуркан[7] (осуждена на 15 лет по статье о госизмене)
- Дело президента Арктической академии наук Валерия Митько[8] (обвиняется в госизмене)
- Дело преподавателя МАИ Алексея Воробьёва[9] (осужден на 20 лет по статье о госизмене)
- Дело гражданина Украины Александра Марченко[10] (осужден на 10 лет по статье о шпионаже)
- Дело профессора МФТИ Валерия Голубкина[11] (осужден на 12 лет по статье о госизмене)
- Дело фотографа Александра Струкова[12] (обвиняется в экстремизме и призывах к терроризму)
- Дело движения «Весна»[13] («Первый отдел» защищает Евгения Затеева и Валентина Хорошенина, обвиняемых в участии в деятельности некоммерческой организации, посягающей на личность и права граждан[14])
- Дело о лишении гражданства активиста климатического движения Fridays For Future Аршака Макичяна[15]
- Дело о доступе к архивам по уголовному делу адмирала Колчака[16]

## Преследования со стороны российских властей
30 апреля 2021 года адвокат Иван Павлов был задержан, против него возбуждено дело о разглашении данных предварительного расследования (статья 310 УК РФ). На Павлова были наложены запреты пользоваться интернетом и мобильной связью.
15 марта 2022 года адвокатский статус Павлова был приостановлен решением Санкт-Петербургской адвокатской палаты. По мнению Павлова, «Абсурдность его мотивировки – очевидна, как и заказ со стороны обитателей здания на Лубянке».
После публикации решения адвокат Александр Мелешко, который представлял интересы Павлова, принял решение выйти из всех руководящих органов Санкт-Петербургской адвокатской палаты и заявил: «Я помню адвокатский кодекс, я руководствуюсь присягой. Я не могу участвовать в руководящих органах палаты, решения которой несправедливы по отношению к моему доверителю. Решение было принято с учётом искажённых обстоятельств, оно не было прогнозируемо. Если решение не прогнозируемо, то это признак произвола».
8 ноября 2021 года адвокаты Иван Павлов и Валерия Ветошкина были внесены Министерством юстиции РФ в реестр СМИ — «иностранных агентов».
В связи с преследованиями Иван Павлов и часть других участников проекта «Первый отдел» были вынуждены покинуть территорию Российской Федерации.
29 марта 2024 года Минюст РФ внёс организацию в реестр «иностранных агентов»